# Akeman Street

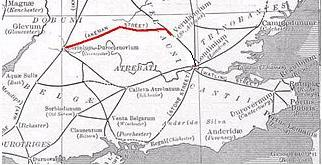
Verlauf der Akeman Street

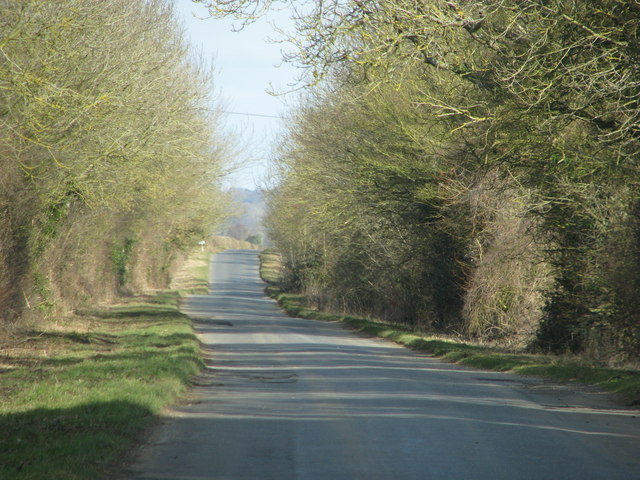
Östlich von Cirencester folgt eine moderne Straße dem Verlauf der Akeman Street

Die Akeman Street ist eine Römerstraße in England, welche die „Watling Street“ in Verulamium (heute St Albans) mit dem „Fosse Way“ bei Corinium Dobunnorum (heute Cirencester) verbindet.

## Geschichte
Akeman Street ist der mittelalterliche Name für eine Hauptverbindungsstraße im römischen Britannien. Über den Ursprung des Namens „Akeman Street“ gibt es verschiedene Theorien. Möglicherweise ist der Name von Acenemanes Ceastre (sächsischer Name für Bath) abgeleitet, das durch den „Mere Way“, eine Verlängerung der Akeman Street, mit Corinium Dobunnorum verbunden ist. Andere halten ihn für eine aus den Wörtern „Eiche“ und „Mann“ gebildete angelsächsische Bezeichnung.
Die Akeman Street war eine der Fernstraßen, mit denen die Römer im 1. Jahrhundert n. Chr. die neue römische Provinz Britannia (Britannien) erschlossen. Vom 1. bis zum 4. Jahrhundert n. Chr. entstanden entlang der Straße zahlreiche Siedlungskerne. Im Jahr 1753 verlor die Akeman Street stark an Bedeutung, als etwas weiter nördlich die Verbindung von Oxford über Cirencester nach Bath ausgebaut wurde. Heute folgt die A 411 auf weiten Strecken der alten römischen Trasse.